# Jia Zongyang
Jia Zongyang (Fushun, 1º marzo 1991) è uno sciatore freestyle cinese, vincitore della Coppa del Mondo di salti nel 2013.

## Biografia
In Coppa del Mondo ha esordito il 20 dicembre 2008 ad Adventure Mountain (4º) e ha ottenuto la prima vittoria, nonché primo podio, il 20 dicembre 2009 a Changchun.
In carriera ha partecipato a quattro edizioni dei Giochi olimpici invernali, Vancouver 2010 (6º nei salti), Soči 2014 (3º nei salti), Pyeongchang 2018 (2º nei salti) e Pechino 2022 (7º nei salti), e a tre dei Campionati mondiali, vincendo la medaglia di bronzo a Voss-Myrkdalen 2013.

## Palmarès

### Olimpiadi
- 2 medaglie:
  - 1 argento (salti a Pyeongchang 2018)
  - 1 bronzo (salti a Soči 2014)

### Campionati mondiali
- 1 medaglia:
  - 1 bronzo (salti a Voss 2013)

### Universiadi
- 1 medaglia:
  - 1 oro (salti a Harbin 2009)

### Giochi asiatici
- 1 medaglia:
  - 1 oro (salti a Astana-Almaty 2011)

### Coppa del Mondo
- Miglior piazzamento in classifica generale: 5º nel 2013
- Vincitore della Coppa del Mondo di salti nel 2013
- 20 podi:
  - 12 vittorie
  - 5 secondi posti
  - 3 terzi posti

#### Coppa del Mondo - vittorie
| Data             | Luogo         | Paese       | Disciplina |
| ---------------- | ------------- | ----------- | ---------- |
| 20 dicembre 2009 | Changchun     | Cina        | AE         |
| 10 gennaio 2010  | Calgary       | Canada      | AE         |
| 17 dicembre 2010 | Beidahu       | Cina        | AE         |
| 20 gennaio 2011  | Lake Placid   | Stati Uniti | AE         |
| 3 febbraio 2011  | Deer Valley   | Stati Uniti | AE         |
| 10 marzo 2012    | Mosca         | Russia      | AE         |
| 5 gennaio 2013   | Changchun     | Cina        | AE         |
| 18 gennaio 2013  | Lake Placid   | Stati Uniti | AE         |
| 19 gennaio 2013  | Lake Placid   | Stati Uniti | AE         |
| 16 dicembre 2017 | Secret Garden | Cina        | AE         |
| 17 dicembre 2017 | Secret Garden | Cina        | AE         |
| 19 gennaio 2018  | Lake Placid   | Stati Uniti | AE         |

Legenda:

AE = salti